# Apache OpenOffice
Apache OpenOffice (раніше відомий як OpenOffice.org) — офісний пакет з відкритим вихідним кодом, наявний для багатьох операційних систем, таких як: Microsoft Windows, Unix систем Solaris, Linux і Mac OS X. В основному сумісний із Microsoft Office. Використовує стандартний відкритий формат документів OpenDocument.
Після передачі у 2011 кодової бази від Oracle в управління фонду Apache офісний пакет був перейменований на Apache OpenOffice та переліцензований під Apache License.

## Історія
Витоки OpenOffice бере з власницького продукту StarOffice, створеному на початку 1990-х років компанією Star Division. У серпні 1999 року компанія Star Division була поглинена корпорацією Sun Microsystems, яка зробила один із найважливіших кроків в історії відкритого програмного забезпечення — перевела StarOffice в розряд вільних проєктів. Початковий код пакету було відкрито у липні 2000 з метою зламати домінування на ринку Microsoft Office, надавши недорогу, високоякісну і відкриту альтернативу. Тексти програм були відкриті під двома різними ліцензіями: LGPL і SISSL (із версії 2.0 лише під LGPL).

### Зміни власників та форк LibreOffice
У 2009 році, після покупки Sun корпорацією Oracle, відкритість і незалежність проєкту опинилися під питанням через надмірно жорстку управлінську позицію Oracle. Співтовариство розробників вільного пакету стало на роздоріжжі. У вересні 2010 провідні розробники OpenOffice.org оголосили про створення нової некомерційної організації The Document Foundation з метою продовження розвитку офісного пакету у вигляді проєкту, незалежного від компанії Oracle. Підтримали ініціативу компанії Canonical, Credativ, Collabora, Google, Novell і Red Hat, а також некомерційні організації Free Software Foundation, Open Source Initiative (OSI), OASIS і GNOME Foundation.
Що стосується Oracle, то до цієї компанії було відправлено запрошення увійти до складу основних членів нової організації. Також розробники запропонували Oracle безоплатно передати до рук нової організації бренд OpenOffice.org. На момент утворення The Document Foundation відповідь від Oracle не надійшла, відтак було прийнято рішення, що офісний пакет буде розвиватися під назвою LibreOffice.
На основі OpenOffice.org Oracle випустив власницьку недорогу версію Oracle Open Office, де була гарантована повна сумісність з Microsoft Office.
Oracle випустив версію OpenOffice.org 3.3 у кінці січня 2011, майже одночасно з першою стабільною версією LibreOffice. Проте, незадоволені політикою Oracle, проєкт залишили основні розробники OOo, а Oracle почистив раду OpenOffice.org від успадкованих представників LibreOffice Провідні дистрибутиви Linux обрали вільний пакет LibreOffice замість OpenOffice.org.

### Фонд Apache
У квітні 2011 корпорація Oracle оголосила про свій намір перетворити пакет офісних застосунків OpenOffice.org у проєкт, повністю керований спільнотою, а також про те, що комерційна версія цієї програми більше постачатися не буде. Проте, попри сподівання, що OpenOffice буде переданий у розпорядження The Document Foundation і проєкти буде об'єднано, компанія Oracle передала код проєкту OpenOffice.org та всю пов'язану з ним інтелектуальну власність організації Apache Software Foundation. Перший час OpenOffice.org буде розміщений в інкубаторі Apache, де буде перевірена легальність коду і навколо проєкту буде сформовано співтовариство, яке після підтвердження принципам розробки Apache буде відправлено у вільне плавання як самостійний первинний проєкт. Після переходу проєкту в руки Фонду Apache, ліцензія на код OpenOffice.org буде змінена на Apache 2.0. На думку представників Oracle співтовариство Apache забезпечує проєктам продуману, відкриту і добре зарекомендовану інфраструктуру, здатну забезпечити подальший розвиток продукту в майбутньому. Підтримувана Apache Software Foundation модель ліцензування добре підходить для залучення до розробки як незалежних ентузіастів, так і комерційних компаній.
У заяві щодо передачі проєкту OpenOffice.org у руки Apache Software Foundation і зміни ліцензії з LGPL на Apache, Фонд вільного програмного забезпечення заявив, що засмучений цим кроком і вважає перехід на не копілефт ліцензію помилковим кроком. Якщо раніше використовувана ліцензія LGPL вимагала обов'язкового відкриття під тією ж ліцензією всіх похідних напрацювань, то ліцензія Apache дозволяє створювати закриті продукти не розкриваючи внесених до них поліпшень. На думку Фонду ВПЗ вихід вбачається в розвитку пакету LibreOffice, який інтенсивно розвивається і продовжує поширюватися під ліцензією LGPL.
У липні 2011 компанія IBM ухвалила рішення про передачу початкових текстів власницького офісного пакету Lotus Symphony в руки спільноти Apache. Код Lotus Symphony зіллється з проєктом OpenOffice.org, буде переліцензований і продовжить свій розвиток під ліцензією Apache. IBM має намір повністю відмовитися від розвитку окремого форку і поступово направити пов'язані з Lotus Symphony ресурси та інженерні кадри на розвиток проєкту OpenOffice.org. Водночас IBM закликала також і співтовариство розробників LibreOffice наслідувати своєму прикладові, поєднавши зусилля навколо одного проєкту. Надання коду OpenOffice.org фондові Apache стала гарною нагодою переосмислити політику щодо проєкту. IBM визнає, що раніше слабо допомагала кодом проєкту OpenOffice.org, приділяючи основну увагу своєму продукту Lotus Symphony, але тепер пріоритети змінилися і всі ресурси будуть кинуті на розробку OpenOffice.org.
Крім того, компанія IBM оформила заявку на передавання до інкубатору Apache набору Java-бібліотек ODF Toolkit, який пропонується розвивати у вигляді окремого проєкту, що дозволяє легко інтегрувати до програм функції обробки ODF-документів.
Першу стабільну версію, Apache OpenOffice 3.4, фонд Apache випустив 8 травня 2012, ще під час перебування пакету в інкубаторі Apache. Версія OpenOffice 3.4 продемонструвала, що, незважаючи на відсутність нових випусків протягом 16 місяців і бурхливий розвиток LibreOffice, інтерес до OpenOffice не втрачений — ця версія була завантажена більш ніж 20 млн разів.
У процесі перебування проєкту в інкубаторі були зроблені переліцензування та перевірка близько 10 млн рядків коду OpenOffice, здійснена інтеграція проєкту до інфраструктури Apache. Внаслідок аудиту ліцензійної чистоти коду були переписані й замінені багато підсистем, які не могли бути переведені на використання ліцензії Apache.
У жовтні 2012 рада Фонду Apache затвердила надання офісному пакету OpenOffice статусу первинного проєкту Apache. Для управління розробкою та координації підготовки релізів OpenOffice затверджений комітет, що складається з активних учасників розробки. Керівником комітету обраний Андреа Пещетті (Andrea Pescetti), незалежний доброволець з Італії, що бере участь у розвитку OpenOffice з 2003 року, перебуваючи в групах забезпечення локалізації та контролю за якістю.

## Складові

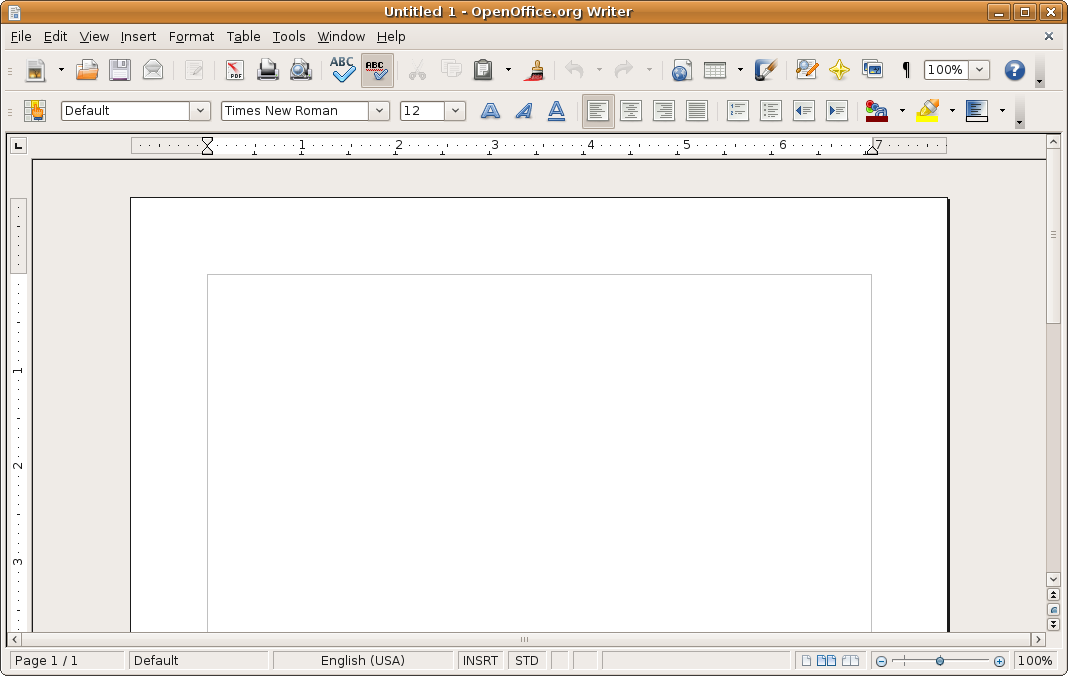
OpenOffice.org Writer

- Writer — текстовий процесор
- Calc — електронні таблиці
- Impress — система презентацій
- Draw — векторний графічний редактор
- Base — програма для роботи з базами даних
- Записувач макросів
- Math — редактор математичних формул
- Quickstarter — забезпечення швидкого запуску шляхом попереднього завантаження

## Вбудовані скриптові мови
OpenOffice.org має внутрішню підтримку таких скриптових мов:
- OpenOffice.org Basic
- JavaScript
- BeanShell

Поза тим, розробники можуть використовувати мови високого рівня, наприклад Java, для зовнішнього управління документами OpenOffice.org.

## Випуски

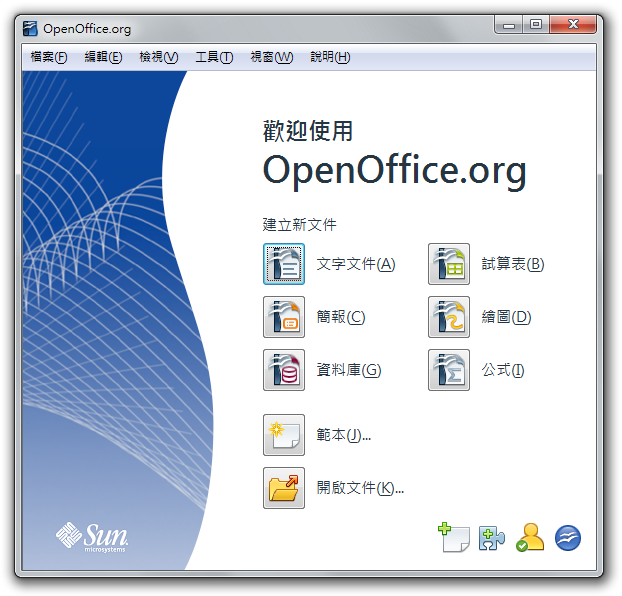

| Версія      | Опис                        | Дата              |
| ----------- | --------------------------- | ----------------- |
| Збірка 638c | перший випуск               | жовтень 2001      |
| 1.0         |                             | 1 травня 2002     |
| 1.1         |                             | 2 вересня 2003    |
| 1.1.3       |                             | 4 жовтня 2004     |
| 1.1.4       |                             | 22 грудня 2004    |
| 1.1.5       | останній випуск у лінії 1.x | 14 вересня 2005   |
| 2.0         | OpenOffice.org              | 20 жовтня 2005    |
| 2.0.3       | OpenOffice.org Professional | 5 липня 2006      |
| 2.1         | OpenOffice.org              | 12 грудня 2006    |
| 2.2         | OpenOffice.org              | 29 березня 2007   |
| 2.4         | OpenOffice.org              | 28 березня 2008   |
| 3.0         | OpenOffice.org              | 13 жовтня 2008    |
| 3.0.1       | Виправлення помилок         | 27 січня 2009     |
| 3.1         |                             | 7 травня 2009     |
| 3.1.1       |                             | 31 серпня 2009    |
| 3.2         |                             | 11 лютого 2010    |
| 3.2.1       |                             | 4 червня 2010     |
| 3.3         |                             | 25 січня 2011     |
| 3.4.0       |                             | 8 травня 2012     |
| 3.4.1       |                             | 23 серпня 2012    |
| 4.0.0       |                             | 23 липня 2013     |
| 4.0.1       |                             | 1 жовтня 2013     |
| 4.1.0       |                             | 29 квітня 2014    |
| 4.1.1       |                             | 21 серпня 2014    |
| 4.1.2       |                             | 28 жовтня 2015    |
| 4.1.3       |                             | 12 жовтня 2016    |
| 4.1.4       |                             | 19 жовтня 2017    |
| 4.1.5       |                             | 30 грудня 2017    |
| 4.1.6       |                             | 18 листопада 2018 |
| 4.1.7       |                             | 21 вересня 2019   |
| 4.1.8       |                             | 10 листопада 2020 |
| 4.1.9       |                             | 7 лютого 2021     |
| 4.1.10      |                             | 4 травня 2021     |
| 4.1.11      |                             | 6 жовтня 2021     |
| 4.1.12      |                             | 4 травня 2022     |
| 4.1.13      |                             | 22 липня 2022     |
| 4.1.14      |                             | 27 лютого 2023    |
| 4.1.15      |                             | 22 грудня 2023    |

### OpenOffice.org 3.0
Проти попередніх модифікацій продукту в OpenOffice 3.0 реалізована низка нововведень. OpenOffice 3.0 став першою версією цього офісного пакету, що офіційно підтримує роботу на комп'ютерах з програмними платформами Mac OS Х без використання системи Х11. У новому продукті реалізована підтримка стандарту Open Document Format (ODF) версії 1.2, а крім того, розробники забезпечили сумісність з документами, створеними за допомогою пакетів Microsoft Office 2007 і Office 2008 for Mac OS X (.docx, .xlsx, .pptx), включаючи Access без використання зовнішніх конвертерів, що знімає низку проблем при обміні документами з користувачами цього пакету. Крім того, вдосконалена підтримка XML і XSLT-фільтрів та формату PDF, а також з'явилася можливість експорту файлів у розмітці популярного wiki-рушія MediaWiki з Текстового редактору Writer. Також Writer отримав вдосконалену систему нотаток та можливість відображення кількох сторінок у режимі редагування. Традиційно були усунені помилки й недоробки, виявлені з моменту виходу попередньої версії продукту.
У програмі для редагування електронних таблиць Calc з'явилися додаткові можливості щодо спільної роботи, а максимальна можлива кількість стовпців на одній сторінці збільшилася до 1024. Оновлений Calc має можливість сумісного редагування таблиць кількома користувачами. Завів він й надбудову Solver (Пошук рішення) — аналог однойменної надбудови MS Office, що іноді використовується в процесі оптимізаційних розрахунків. Учасники проєкту також поліпшили засоби роботи з діаграмами.
Застосунок підготовки презентацій Impress тепер підтримує пряме редагування таблиць без необхідності використання Calc, а графічний векторний редактор Draw підтримує створення малюнків розміром до 300 см.
Додана й оптимізована підтримка автооновлень самого OpenOffice.org та додатків до нього, що дозволяє доповнювати функціонал OpenOffice.org сторонніми розробками з єдиного репозиторію, за аналогією з додатками Firefox. Серед іншого, це означає й можливість простішого встановлення та оновлення словників перевірки орфографії, пакетів шаблонів тощо.
Подальшим удосконаленням піддався центр запуску (Start Center), який завів оновлені іконки та функцію масштабування статусного рядка. Найновіший пакет OpenOffice 3.2 доступний більш ніж 20 мовами для операційних систем Windows, Mac OS Х, Linux, FreeBSD і Solaris.

## Частина ринку
Хоча Microsoft Office утримує 95% ринку, OpenOffice.org і StarOffice станом на 2004 рік мають 14% ринку великих корпорацій, і 19% ринку середніх та малих підприємств станом на 2005 рік. Із сайту OpenOffice.org пакет було завантажено понад 61 мільйон разів.

## Підтримка української мови
Станом на жовтень 2023 року пакет не має українського інтерфейсу (хіба що сторонні мовні пакети), але офіційний сайт частково перекладено українською. В той же час є 6 додаткових розширень до офісу. Серед них і підтримка перевірки правопису українською. Її треба завантажувати додатково.

## Недоліки
Значні вимоги до оперативної пам'яті, повільний запуск під ОС Linux.

## Виноски
1. ↑  OpenNET: Разработчики OpenOffice.org создали независимый форк проекта — LibreOffice [Архівовано 8 травня 2012 у Wayback Machine.]
2. ↑  Проект OpenOffice.org покинули 33 ведущих разработчика из Германии. Архів оригіналу за 30 грудня 2010. Процитовано 11 червня 2011.
3. ↑  Oracle решила очистить совет OpenOffice.org от представителей LibreOffice. Архів оригіналу за 11 травня 2011. Процитовано 11 червня 2011.
4. ↑  Oracle передает управление над проектом OpenOffice.org свободному сообществу. Архів оригіналу за 11 травня 2011. Процитовано 11 червня 2011.
5. ↑  Oracle передає код OpenOffice.org у руки фонду Apache [Архівовано 4 червня 2011 у Wayback Machine.] (рос.)
6. ↑  Фонд свободного ПО недоволен сменой лицензии на OpenOffice.org и рекомендует использовать LibreOffice. Архів оригіналу за 31 серпня 2021. Процитовано 11 червня 2011.
7. ↑  IBM передает код Lotus Symphony в руки сообщества Apache OpenOffice.org. Архів оригіналу за 17 липня 2011. Процитовано 17 липня 2011.
8. ↑  The Apache OpenOffice Project Announces Apache OpenOffice™ 3.4. Архів оригіналу за 10 травня 2012. Процитовано 11 травня 2012.
9. ↑  The Apache Software Foundation Announces Apache OpenOffice™ as a Top-Level Project. Архів оригіналу за 21 жовтня 2012. Процитовано 18 жовтня 2012.
10. ↑  OpenOffice получил статус первичного проекта Apache [Архівовано 18 жовтня 2012 у Wayback Machine.] // opennet.ru 18.10.2012
11. ↑  Перелік версій на сайті wiki.openoffice.org. Архів оригіналу за 13 травня 2014. Процитовано 5 лютого 2014.
12. ↑  OpenOffice.org 3.2 New Features. Архів оригіналу за 22 лютого 2010. Процитовано 11 лютого 2010.

## Книги
- Н. Карпенко, Ю. Цыганок. OpenOffice для бухгалтера, аудитора, экономиста : бесплатная альтернатива лицензионным офисным программам : текстовый редактор, электронные таблицы, презентации (+CD). — Харьков : Фактор, 2009. — 489 с. — ISBN 9789663129716.

- Хахаев И. А., Машков В. В., Губкина Г. Е. и др. OpenOffice.org. Теория и практика. (+CD). — ALT Linux; Бином. Лаборатория знаний, август 2008. — 318 с. — (Библиотека ALT Linux) — 2000 прим. — ISBN 978-5-94774-891-8.